# R. Scott Dunbar
| Odkryte planetoidy: 11 | Odkryte planetoidy: 11 | Odkryte planetoidy: 11 |
| ---------------------- | ---------------------- | ---------------------- |
| (3360) Syrinks         | 4 listopada 1981       | MPC                    |
| (3362) Khufu           | 30 sierpnia 1984       | MPC                    |
| (3551) Verenia         | 12 września 1983       | MPC                    |
| (6065) Chesneau        | 27 lipca 1987          | MPC                    |
| (6435) Daveross        | 24 lutego 1984         | MPC                    |
| (7163) Barenboim       | 24 lutego 1984         | MPC                    |
| (46540) 1983 LD        | 13 czerwca 1983        | MPC                    |
| (96177) 1984 BC        | 30 stycznia 1984       | MPC                    |
| (168316) 1982 WD       | 25 listopada 1982      | MPC                    |
| (267004) 1981 UA       | 21 października 1981   | MPC                    |
| (612012) 1983 LC       | 13 czerwca 1983        | MPC                    |
| 1. 2.                  |                        |                        |

Roy Scott Dunbar – amerykański fizyk i planetolog, odkrywca planetoid.

## Życiorys
W 1976 roku ukończył fizykę i astronomię na uniwersytecie w Albany w stanie Nowy Jork. Stopień doktora nauk fizycznych uzyskał w 1980 roku na Uniwersytecie Princeton. Przez ponad 25 lat pracował dla Jet Propulsion Laboratory. Brał udział w programie poszukiwania planetoid Palomar Planet-Crossing Asteroid Survey.
W latach 1981–1987 odkrył 11 planetoid, z czego 3 samodzielnie.
Na jego cześć jedną z planetoid nazwano (3718) Dunbar.